# 百老匯車站 (IND跨城線)
百老匯車站（英語：Broadway station）是紐約地鐵IND跨城線的一個地鐵站，位於布魯克林威廉斯堡百老匯及聯合大道，設有G線（任何時候停站）列車服務。

## 車站結構
| G        | 街道層             | 出入口                                    |
| M        | 夾層               | 往出入口、車站詢問處、MetroCard自動售票機 |
| P 月台層 | 側式月台，右側開門 | 側式月台，右側開門                        |
| P 月台層 | 北行               | 往法庭廣場（大都會大道）                  |
| P 月台層 | 南行               | 往教堂大道（法拉盛大道）                  |
| P 月台層 | 側式月台，右側開門 |                                           |

此地下車站在兩個側式月台和兩條軌道。

## 外部連結
- nycsubway.org—IND Crosstown: Broadway
- Station Reporter — G Train
- Hopetunnel.org — South 4th Street station shell （页面存档备份，存于）
- Abandoned Stations — IND Second System unfinished stations （页面存档备份，存于）
- The Subway Nut — Broadway Pictures （页面存档备份，存于）
- Broadway entrance from Google Maps Street View
- Platforms from Google Maps Street View